# ГЕС Gāofèngshān
ГЕС Gāofèngshān (高凤山水电站) — гідроелектростанція у центральній частині Китаю в провінції Сичуань. Знаходячись між ГЕС Cáoyútān (вище по течії) та ГЕС Bǎihuātān, входить до складу каскаду на річці Qingyi, яка приєднується ліворуч до Дадухе незадовго до впадіння останньої праворуч до Міньцзян (велика ліва притока Янцзи).
В межах проекту річку перекрили бетонною греблею висотою 25 метрів та довжиною 267 метрів, яка утримує водосховище з об'ємом 25,8 млн м3 (корисний об'єм 3,3 млн м3) та припустимим коливанням рівня поверхні у операційному режимі між позначками 499 та 502 метра НРМ (під час повені до 503,7 метра НРМ).
Інтегрований у правобережну частину греблі машинний зал обладнали трьома турбінами типу Каплан потужністю по 25 МВт, які використовують напір у 17 метрів та забезпечують виробництво 311 млн кВт-год електроенергії на рік.